# كاري ويب

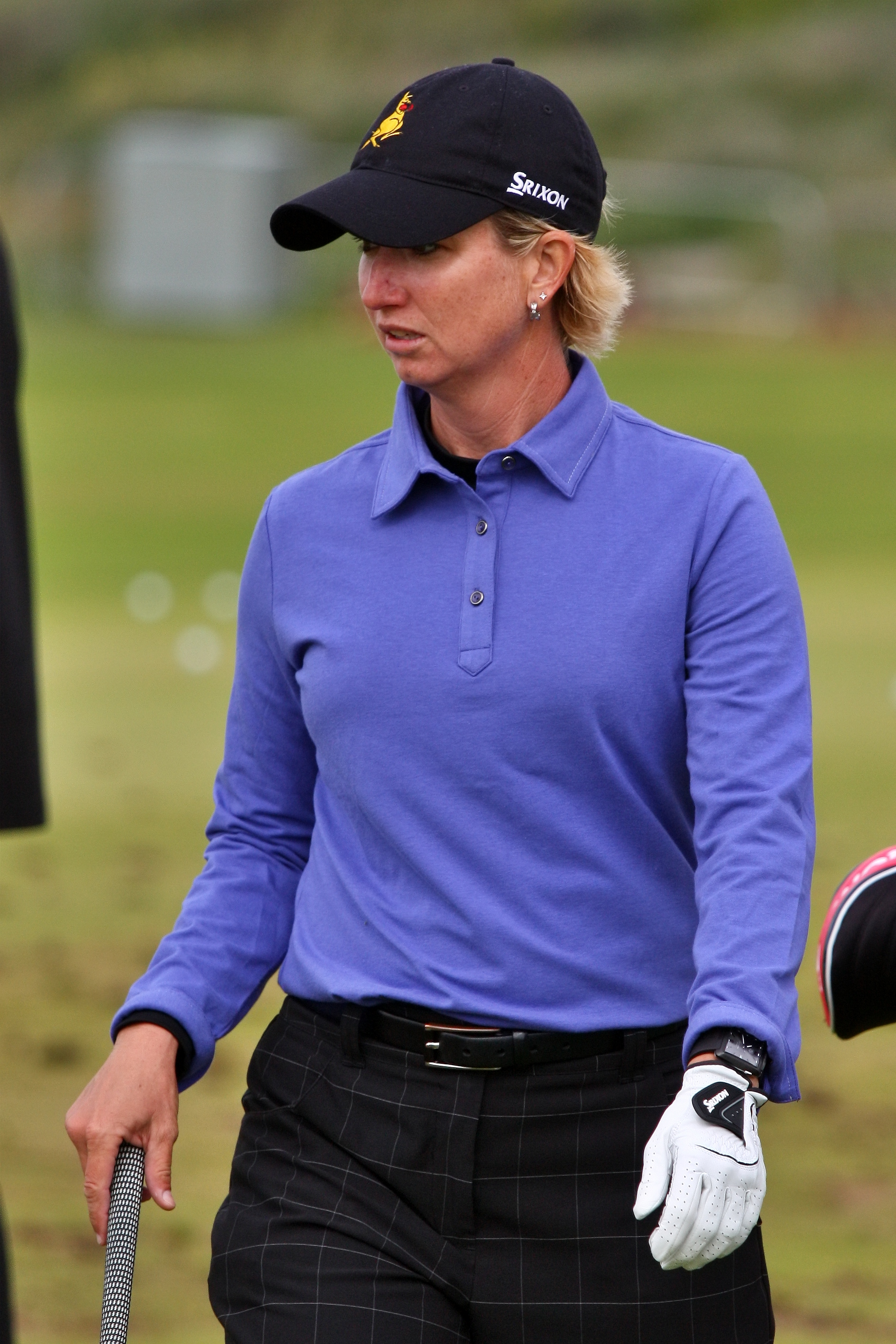

كاري آن ويب (بالإنجليزية: Karrie Webb) وسام أستراليا (مواليد 21 من ديسمبر 1974م) هي أكثر لاعبة غولف محترفة نجاحًا في أستراليا، وواحدة من أعلى لاعبات الغولف تصنيفًا في في تاريخ غولف السيدات في العالم. وهي تلعب حاليًا بشكلٍ أساسي في دورة رابطة الغولف الاحترافي للسيدات الأمريكية المكان، وتظهر مرة أو مرتين كل عام في دورة غولف السيدات المحترفات الأسترالية في بلدها الأم. وهي عضوة في قاعة مشاهير الغولف العالمية. وقد حققت 38 فوزًا في الدورة دورة رابطة الغولف الاحترافي للسيدات، وهو ما يفوق أية لاعبة نشطة أخرى.

## وصلات خارجية
- كاري ويب على موقع رابطة لاعبات الغولف المحترفات (الإنجليزية)

- الموقع الرسمي
- Karrie Webb bio at about.com نسخة محفوظة 22 يونيو 2007 على موقع واي باك مشين.